# گورتسه ناتیونال پارک
گورتسه ناتیونال پارک (به لاتین: Gorce National Park) یک منطقهٔ مسکونی در لهستان است که در Lesser Poland Voivodeship, Poland واقع شده‌است.